# 潘田镇
潘田镇，是中华人民共和国广东省梅州市丰顺县下辖的一个乡镇级行政单位。

## 行政区划
潘田镇下辖以下地区：
潘新社区、潘田村、中心村、填江村、松柏村、流坑村、石坑村、华亭村、集群村、铁坑村、新东村、上吉村、新南村和新联村。